# Wielkie Zanie
Wielkie Zanie (kaszb. Wiôldżé Zanie, niem. Sania) – mała kolonia kaszubska w Polsce położona w województwie pomorskim, w powiecie chojnickim, w gminie Chojnice. Wieś jest częścią składową sołectwa Swornegacie. Wielkie Zanie jest położone na terenie Zaborskiego Parku Krajobrazowego.
Po 1886 na Zaniach wybudowano w wiosce szkołę którą zlikwidowano w 1930/1931 roku. W 1945 wycofujący się Niemcy spalili wiele gospodarstw i domostw na Zaniach. W latach 1975–1998 miejscowość administracyjnie należała do województwa bydgoskiego.